# Widmanstättenove figure
Widmanstättenove figure, Widmanstättenove linije ili Widmanstättenova struktura su posebne linije koje se javljaju kod kristala u legurama željeza i nikla, a mogu se naći u metalnim meteoritima i zato su osnova za razlikovanje izvanzemaljskoga od zemaljskog željeza.
U velikim odljevcima i na mjestima gdje se čelični lijev jako pregrije, pojavljuju se Widmanstättenovova struktura kao najgrublja mikrostruktura. U toj su strukturi grube feritne iglice razdijeljene po perlitu. Ta se struktura može odstraniti naknadnim žarenjem. Makrostruktura čeličnog lijeva većinom je dendritska.
Kada se podeutektoidni čelik hladi polako ispod linije Ar3 (911 °C) dolazi do precipitacije ferita na granicama austenitnog zrna. Ako je hlađenje brže ili su zrna austenita veoma velika, tada ferit, koji je kristalografski orijentiran kao i austenit, više neće precipitirati na granicama austenitnog zrna kao ekviaksijalna zrnca, već u obliku iglica ili pločica, pa nastaje Widmanstättenova struktura.

## Povijest
Hrašćanski meteorit je metalni meteorit, koji je 26. svibnja 1751. pao kod mjesta Hrašćina (Hrvatsko zagorje), oko 18 sati. Iz zemlje su izvađena dva metalna komada, jedan mase oko 40 kg, a drugi oko 9 kg. Čuvaju se u bečkom prirodoslovnom muzeju. Polirana pločica od tog meteorita (mase svega 0,56 grama) nalazi se i u zagrebačkom prirodoslovnom muzeju. No, Hrašćinjani su dio meteorita raskomadali i prekovali u čavle.
Tadašnji ravnatelj tvornice porculana u Beču, Alois von Beckh Widmanstätten obavio je ispitivanje tako što je izbrusio i polirao jednu pločicu meteorita i podvrgao je visokoj temperaturi. Tada su nastale pravilne, Widmannstaettenove figure, koje su od tada osnova za razlikovanje izvanzemaljskoga od zemaljskog željeza.
Hrašćanski meteorit pomogao je da se razriješe neke znanstvene dvojbe. Englez B. Thompson 1804., na tzv. Pallasovu meteornom željezu proučavao je skupine usporednih linija koje se međusobno pravilno križaju. To zagonetno željezo bio je pronašao potkivač Medvedev 1749. u Sibiru (Krasnojarsk). Da je to meteorit, zaključio je nakon vrlo pomnog proučavanja Chladni. No pad tog meteorita nitko nije vidio. Sad je, međutim, Alois von Beckh Widmanstätten 1808. iste takve figure otkrio i na hrašćanskom meteoritu. Kako je njegov pad "s neba" bio je neprijeporan, posredno je dokazao također da je Pallasovo željezo zaista meteorit. Tako je Hrašćanski meteorit upisan u svjetske kataloge i baze podataka kao prvi meteorit čiji je pad detaljno i službeno zapisan.